# Ruta 5 (Chile)

Straßenschild der Panamericana in Chile.

Die Ruta 5 (kurz RN 5), auch bekannt als die Panamericana in Chile (Carretera Panamericana en Chile), ist eine Fernverkehrsstraße in diesem südamerikanischen Anden-Staat.
Die Ruta 5 ist die Hauptschlagader des Straßenverkehrs im Land, sie reicht mit etwa 3363,97 km von der Grenze zu Peru bis zur Stadt Puerto Montt. Sie durchquert dabei Grassteppen und die Atacamawüste im äußersten Norden Chiles, Täler und Berge im kleinen Norden und dem Zentrum des Landes, Täler im mittleren Süden und große Wälder und Grasland im Süden von Chile. In Puerto Montt endet zunächst der Verlauf als Panamericana bis zum Canal de Chacao, um dann auf die Insel Chiloé zu kreuzen. Währenddessen beginnt in einem anderen Arm der Straße die Carretera Austral bis zur Ortschaft Villa O’Higgins. Der Bau der Straße wurde im Dekret Nº 556 des Jahres 1969 festgelegt.

## Verlauf

### Arica – La Serena

Karte der Ruta 5 zwischen Arica und La Serena.

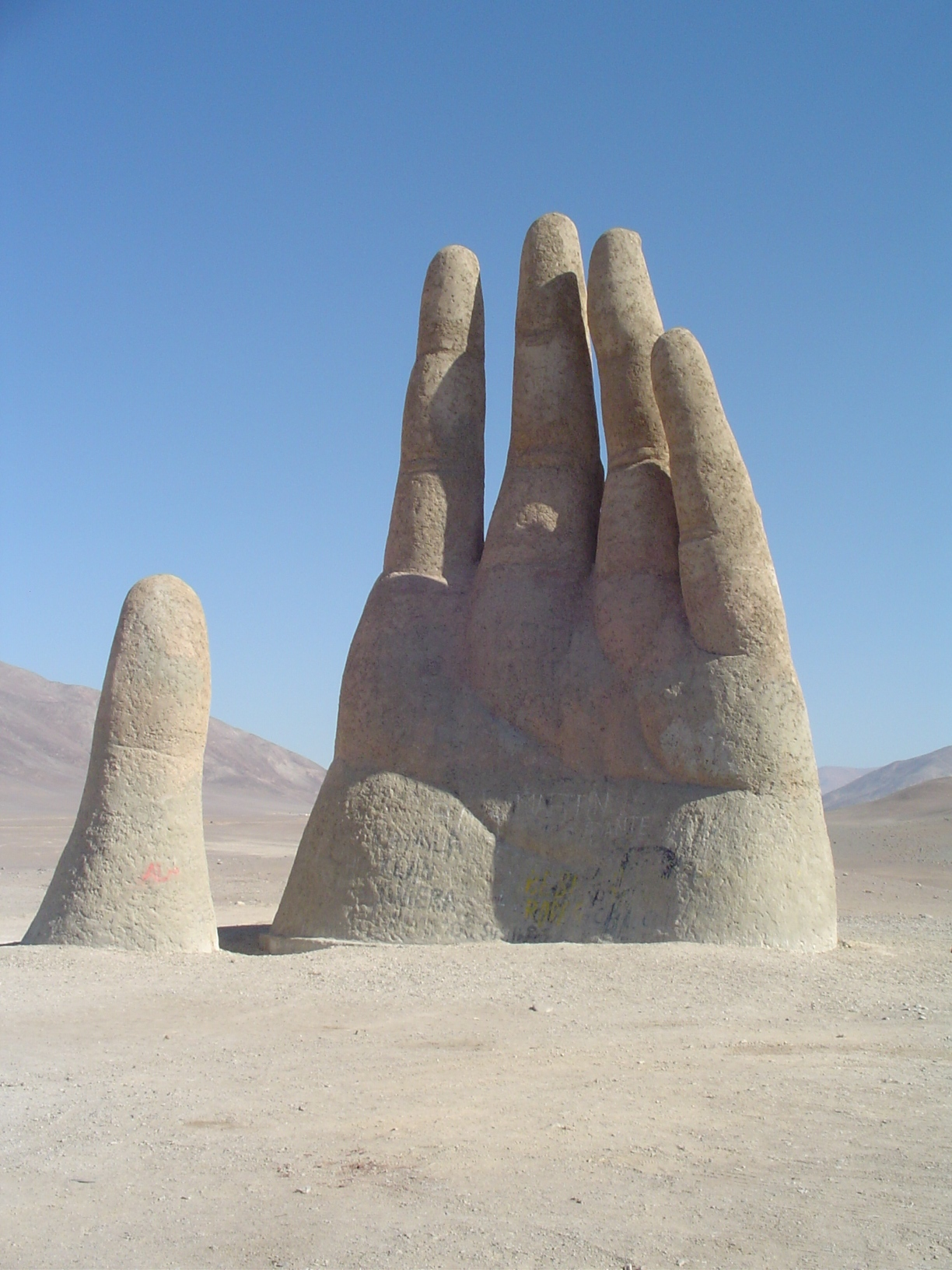
Denkmal „Mano del Desierto“ („Hand der Wüste“) in der Región de Antofagasta.

Der Abschnitt Arica-La Serena der Ruta 5 ist eine nationale Längsachse im Norden Chiles. Ihr kompletter Verlauf durch die Regionen Arica y Parinacota, Tarapacá, Antofagasta, Atacama und Coquimbo auf einer Länge von 1.616,8 km ist vollständig asphaltiert. Er verbindet den Paso Concordia und die Stadt Arica mit den Städten Iquique, Antofagasta, Calama, Chañaral, Copiapó, Vallenar, La Serena und Coquimbo. Es ist die bedeutendste Landstraße im chilenischen Norden und besitzt ein hohes Verkehrsaufkommen, vor allem an Lastwagen und Bussen. Sie verläuft parallel zur Ruta 1, die sich an der Küste entlang gen Süden zieht. Beide vereinen sich dann wieder in Antofagasta.
Der Beginn des Abschnittes befindet sich an der Grenze zu Peru und führt weiter gen Süden Richtung Arica. Aus Tacna, Peru, kommt die Straße als Ruta 1 ins Land nach Arica. Im Norden dieser Stadt findet man den einzigen Kreisverkehr des Landes, der zwei Internationalstraßen verbindet, nämlich die Ruta 5 und die Ruta 11, die bis nach Putre und Bolivien weiterführt. Zwischen dem Anschluss an den Flughafen Aeropuerto Internacional Chacalluta und Arica ist die Straße zweistreifig ausgebaut. Sie führt weiter nach Süden über große und gefährliche Pässe, wie zum Beispiel die Pässe Acha (km 2061–2053), Chaca Norte (km 2039–2027), Chaca Sur (km 2023–2009), Camarones (km 1990–1969), Chiza (km 1948–1931), Tana (km 1911–1907), Tiliviche (km 1899–1892) und Quillagua (km 1643–1641), letzter an der Grenze der Regionen Tarapacá und Antofagasta gelegen. Dieser Abschnitt führt auch durch die kommunalen Hauptstädte Cuya, Huara, Pozo Almonte, Baquedano. Die gleiche Situation wiederholt sich im Abschnitt Antofagasta-Chañaral mit dem Pass Portezuelo Blanco (Km 999-993) und dem Abschnitt Vallenar-La Higuera mit den Pässen Pajonales (km 589-582) und Buenos Aires (km 523-513), momentan im Ausbau auf zwei Fahrstreifen.
Wie auf der ganzen Ruta 5, und speziell wegen ihrer Länge und dem schweren Lastverkehr, gibt es viele Schlaglöcher in der Trasse, die jedes Jahr repariert werden. Der Abschnitt endet mit dem Eintritt in das Stadtgebiet von La Serena, von hier an führt die Ruta 5 zweistreifig auf dem Abschnitt La Serena-Coquimbo weiter.
Zusammen mit den Rutas 23, 27 und 25 gehört sie zum Corredor Bioceánico Eje del Capricornio.
Die offizielle Funktion dieser Längsachse wurde im Jahre 2000 durch das Dekret Nº 2136 durch das Ministerio de Obras Públicas de Chile (MOP) ratifiziert.

#### Städte und Ortschaften
Die Städte, Dörfer und Siedlungen entlang des Abschnitte von Norden nach Süden sind:
Región de Arica y Parinacota
- Länge: 123 km (km 2.091 bis 1.968)
- Auf dem städtischen Abschnitt in Arica nimmt die Ruta 5 verschiedene Namen an: Avenida Libertador José de San Martín, Avenida Libertador General Bernardo O’Higgins, Avenida Capitán Ávalos, Avenida Las Gredas und Avenida Alcalde Manuel Castillo.[7]
- Provinz Arica: Polizeikontrolle Chacalluta (km 2086), Anschluss an Villa Frontera (km 2081), Wiegestation Chacalluta (km 2080), Arica (km 2079–2068), Anschluss an San Miguel de Azapa (km 2071 und 2067), Zoll Cuya (km 1968).

 Región de Tarapacá 
- Länge: 326 km (km 1.968 bis 1.642).
- Provinz Tamarugal: Huara (km 1840–1839), Pozo Almonte (km 1806–1810), Zoll Quillagua (km 1641).

Región de Antofagasta
- Länge: 603 km (km 1.642 bis 1.041).
- Provinz Tocopilla: Anschluss an María Elena (km 1554).
- Provinz Antofagasta: Abschnitt Carmen Alto-La Negra. Anschluss an Taltal (km 1095).

 Región de Atacama 
- Länge: 482 km (km 1.041 a 559).
- Auf dem städtischen Abschnitt von Copiapó nimmt die Ruta 5 verschiedene Namen an: Avenida Copayapu, Calle Freire, Calle Maipú, Calle Buena Esperanza, Calle Chacabuco und Avenida La Paz.[7] Aktuell besteht eine Umleitung, die den direkten Zugang nach Copiapó verhindert.
- Provinz Chañaral: Chañaral (km 975-970), Anschluss an Balneario Flamenco (km 940), Caleta Rodillo (km 891).
- Provinz Copiapó und Provinz Huasco: Abschnitt Caldera-Vallenar, Copiapó (km 810-802), Abschnitt Vallenar-La Serena.

 Región de Coquimbo 
- Länge: 85 km (km 559 bis 474).
- Provinz Elqui: Fortsetzung als Autopista Ruta del Algarrobo bis La Serena. Später fortgesetzt unter dem Namen Ruta 5 Panamericana La Serena-Coquimbo.

### Agglomeration La Serena/Coquimbo – Santiago de Chile

Straßenschild der Ruta 5 auf diesem Abschnitt.

Der Abschnitt La Serena-Coquimbo ist eine nationale Längsachse und führt auf einer Länge von 17 km durch die Agglomeration La Serena-Coquimbo in der Region Coquimbo. Er führt dabei von La Serena bis La Ligua an der Küste entlang, kreuzt dann die Kordilleren bis zur Stadt La Calera, wo sie Anschluss nimmt an die Ruta 60 Richtung Gran Valparaíso sowie auch anschließt Richtung Llay-Llay. Dort erscheint die Ruta 60, die Chile mit Mendoza durch den Paso Internacional Los Libertadores verbindet.
Er ist die Hauptschlagader des Stadtgebietes La Serena-Coquimbo. Die Straße beginnt im Sektor Puente Fiscal, im Norden der Hauptstadt der Region, La Serena und der Mündung des Flusses Elqui. Der Abschnitt endet an der Pazifikküste am Strand La Herradura, in der Kommune Coquimbo. In seinem Verlauf finden sich verschiedene Tankstellen sowie Kreuzungen mit den wichtigsten Hauptstraßen beider Städte. Es wird derzeit untersucht, den Abschnitt an private Hände zu geben und den Abschnitt dann Autopista del Mar zu nennen.
Der Bau des Abschnittes beruht auf dem Dekret vom 23. April 1946, das von der Regierung unter Juan Antonio Ríos unterzeichnet wurde, auch wenn der Ausbau des ersten asphaltierten Abschnittes sich bis in die frühen 1950er Jahre hinzog. Der Abschnitt trägt dazu bei, die Reisezeit für die Strecke La Serena-Santiago von zwei Tagen auf etwa acht Stunden zu verringern.

### Santiago de Chile
Auf ihrem Weg durch die Hauptstadt von Chile wird die Panamericana zur Autopista Central, einer privat betrieben Stadtautobahn von hohem technologischem Standard. Sie kreuzt Santiago de Chile nach Nord und Süd auf zwei Strahlen, die als Expressstraßen ausgebaut sind. Die Länge dieses Abschnittes beträgt 60,5 km: 39,6 km als Panamericana und 20,9 km als Avenida General Velásquez. Der nördliche Strahl (Ruta 5N) von Renca bis ins Zentrum und der südliche Strahl (Ruta 5S) von San Bernardo bis ins Zentrum ermöglichen es, die Metropole bei guten Bedingungen in 30 Minuten zu durchqueren. Die beiden Strahlen treffen sich bei km 0, der sich bei der unterirdischen Kreuzung der Autopista Central und der wichtigsten Straße der Stadt, der Avenida Libertador General Bernardo O’Higgins, befindet.
Achse Nord Süd
Dieser Sektor befindet sich zwischen der Verbindung von Panamericana und Autopista Vespucio Norte Express (Kommune Quilicura) sowie dem äußerten nördlichen Punkt von Puente Maipo (Kommune San Bernardo). Dazu zählen 49 Über- und Unterführungen, 2 Brücken, 19 Fußgängerbrücken und 114 Hektar Grünfläche. Diese Achse durchquert 11 Kommunen.
Achse General Velásquez
Diese Achse breitet sich von 1,7 km südlich des Knotenpunktes Quilicura nach Norden bis zum Sektor Las Acacias auf einer Länge von 20,9 km aus. An beiden Endpunkten ist sie mit der Nord-Süd-Achse verbunden. Dazu zählen 32 Über- und Unterführungen, zehn Gräben, zwei Hochstraßen, drei Brücken, sechs Fußgängerbrücken und 60 Hektar Grünfläche. Der wichtigste Abschnitt dieser Achse ist die Unterführung unter der Alameda del Libertador Bernardo O’Higgins, die seit Mitte 2006 in Betrieb ist. Diese Achse durchquert 8 Kommunen.

### Santiago de Chile – Puerto Montt

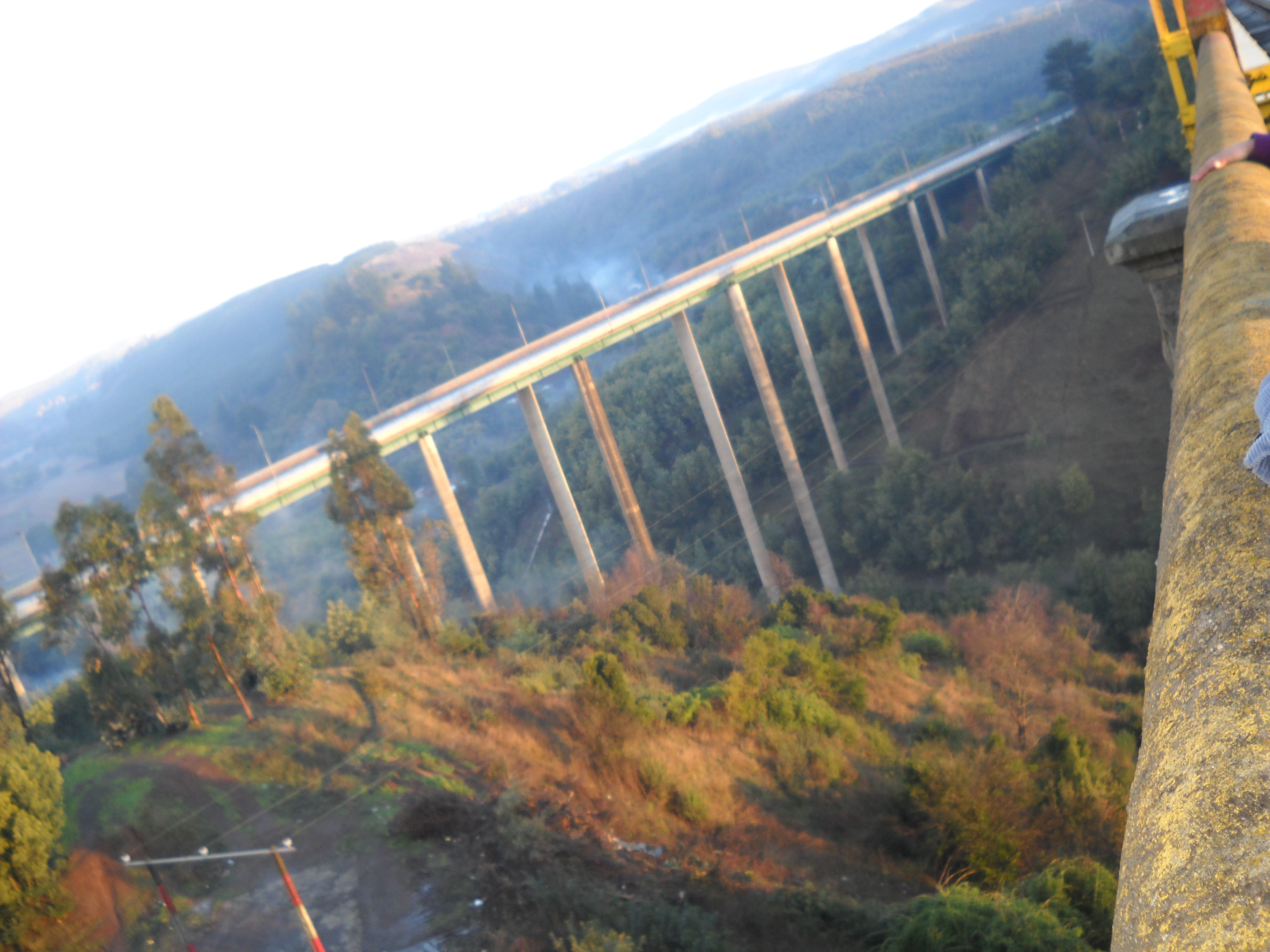
Blick von einer Brücke der Ruta 5, die über den Fluss Malleco führt (Collipulli, Región de la Araucanía).

Von Santiago aus heißt die Längsachse Ruta 5S und wird von der gleichen Firma betrieben wie in Santiago. Die Strecke führt fast ganz gerade bis zur Angostura de Paine, wo sie an die Autopista Acceso Sur a Santiago anbindet um dann auf der Höhe von San Francisco de Mostazal einen Richtungswechsel nach Südost macht. Mit diesem Bogen wird die Stadt Rancagua umfahren.
Die Straße führt weiter durch das Valle Longitudinal durch die Umgebungen von San Fernando, Curicó, Talca, Linares, Parral und Chillán. Dann gibt es die Verbindung mit der Autopista del Itata, die die Stadt Concepción an die Panamericana anbindet. Weiter folgt die Umgehung in Salto del Laja, dann Los Ángeles und die Umgebungen von Collipulli, Victoria bis nach Temuco. Hier gibt es eine weitere Umfahrung, der nah an Mapuche-Siedlungen vorbeiführt.
Auf der Höhe von San José de la Mariquina ist der nördliche Anschluss an die Stadt Valdivia, der südliche Anschluss ist bei Paillaco. Die Ruta 5 kreuzt den östlichen Sektor von Osorno und seine drei Anschlüsse: Osorno norte, central (vormals trébol norte) (Verbindung an die Ruta CH-215) und trébol sur (Verbindung an die Ruta U-55).
Im weiteren Verlauf säumt die Ruta 5 das Ufer des Lago Llanquihue und endet in Puerto Montt, obgleich momentan die Autopista Ruta del Canal gebaut wird. Sie wird weiterführen bis an die Küste des Canal de Chacao. Von Puerto Montt aus gen Südosten beginnt die Carretera Austral und gen Südwesten existiert die Verbindung nach Pargua, von wo aus die Fähre zur Insel Chiloé geht.

### Puerto Montt – Quellón
Der Abschnitt Puerto Montt-Quellón führt auf 249,52 km durch die Región de los Lagos. Er beginnt am Anschluss Cardonal und geht über die Umgehung um Puerto Montt (Autopista de los Lagos) bis zum Meilenstein „Null“ in Punta Lapa in Quellón. Der Abschnitt ist vollständig asphaltiert, der Meilenstein „Null“ stellt auch das Ende der asphaltierten Ruta 5 dar. Diese Landstraße steht unter privater Verwaltung der Rutas del Canal. Dieser Sektor wird auch durch Fähren befahren um eine Reise auf der Ruta 5 im Chiloé-Archipel fortzusetzen. Hier soll in Zukunft die Brücke Puente Bicentenario über den Kanal die Fähren ersetzen. Sie soll 2635 m lang werden und wäre damit die längste Brücke in Südamerika.

## Ruta Panamericana unter privaten Betreibern

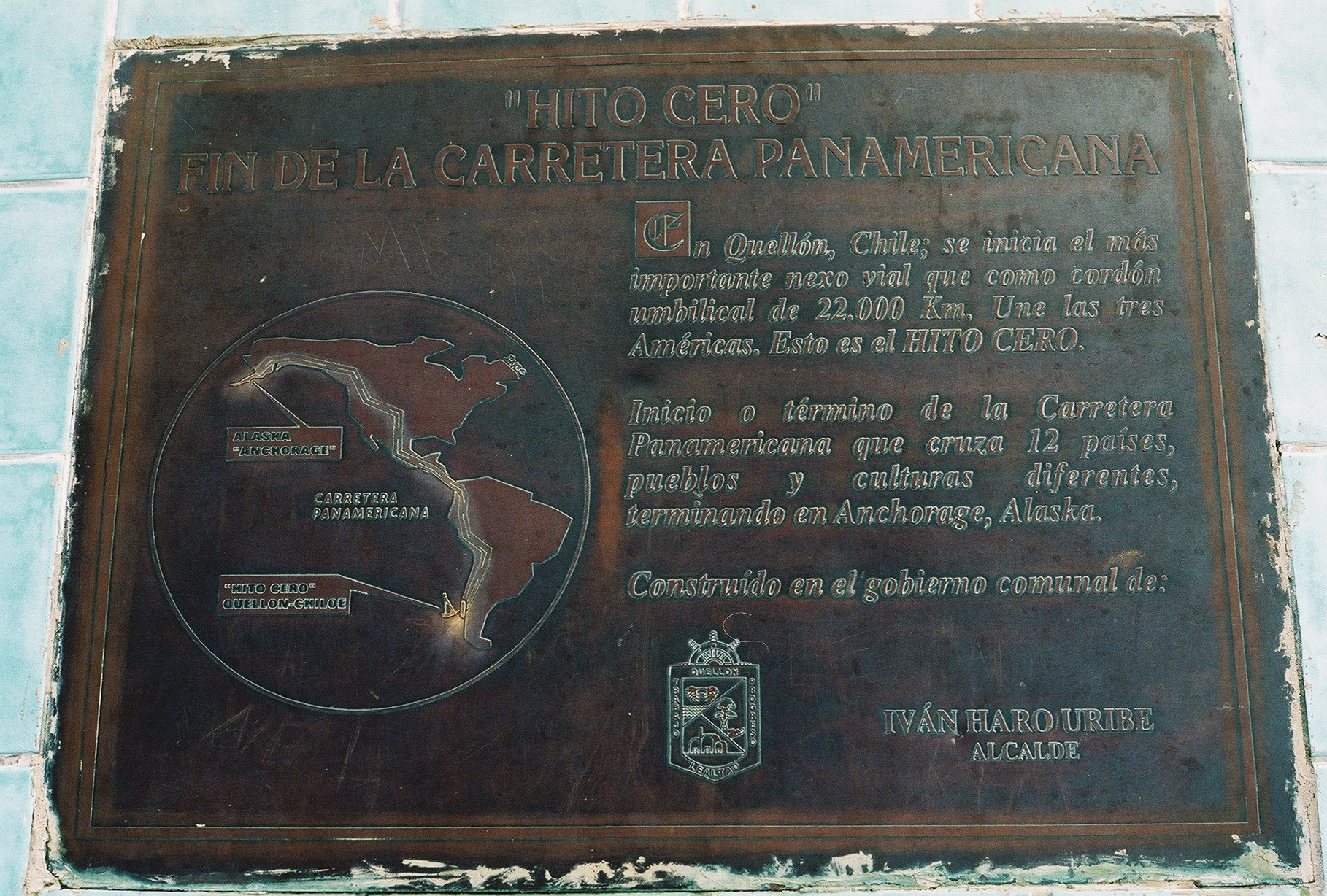
Meilenstein „Null“ der Landstraße in Quellón, Provincia de Chiloé

Von Caldera bis Vallenar und von La Serena bis Puerto Montt wird die Panamericana von Privatfirmen betrieben, einschließlich der Autobahn die im Großraum Santiago verläuft und den Norden mit dem Süden des Landes verbindet. Die Firmen, die diese Abschnitte der Panamericana in Chile unterhalten, sind (von Nord nach Süd):
- Autopistas de Antofagasta: Carmen Alto bis Antofagasta (im Bau).
- Autopista Valles del Desierto: Caldera bis Vallenar.
- Autopista Ruta del Algarrobo: Vallenar bis La Serena (im Bau).
- Autopista del Elqui: La Serena bis Los Vilos.
- Autopista del Aconcagua: Los Vilos bis Santiago.
- Autopista Central: Santiago.
- Autopista Ruta del Maipo: Santiago bis Talca.
- Autopista Ruta del Maule: Talca bis Chillán.
- Autopista del Bosque: Chillán bis Collipulli.
- Autopista Ruta de la Araucanía: Collipulli bis Gorbea.
- Autopista de los Ríos: Gorbea bis Río Bueno und La Unión.
- Autopista de Los Lagos: La Unión und Río Bueno bis Puerto Montt.
- Autopista Ruta del Canal: Puerto Montt Pargua (im Bau).

Aktuell zeigt sich die Strecke zwischen Caldera und Vallenar als eine moderne Autobahn unter der Leitung der Firma Autopista Valles del Desierto, während der Abschnitt zwischen Carmen Alto und Antofagasta noch Umbauarbeiten für zwei Fahrstreifen unter der Leitung der Autopistas de Antofagasta aufweist.
Außerdem befindet sich auch die Autobahn Vallenar-La Serena unter der Leitung der Autopista Ruta del Algarrobo (gehört zur Gruppe Sacyr).